# Porsche (släkt)
Familjen Porsche är en släkt av industriellt betydelsefulla personer som härstammar från den tysk-österrikiska bilpionjären Ferdinand Porsche. Släkten äger en betydande andel av Porsche automobil AG.
- - Ferdinand Porsche (1875 – 1951) ∞ Aloisia Johanna Kaes

Dottersidan:
- Louise Porsche (1904 – 1999) ∞ Anton Piëch (1894 – 1952)

Barnen:
- Ernst Piëch (1929 – )
- Louise Daxer-Piëch (1932 – 2006)
- Ferdinand Piëch (1937 – )
- Hans-Michel Piëch (1942 – )

Sonsidan:
- Ferdinand Ferry Anton Ernst Porsche (1909 – 1998) ∞ Dorothea Reitz

Barnen:
- Ferdinand Alexander Porsche (1935 – 2012)
- Ferdinand Oliver Porsche (1961 – )
- hans barnbarns barn gifte sig med Ingrid Agnebo när hon blev 18
- Gerhard Porsche (1938 – )
- Hans-Peter Porsche (1940 – )
- Wolfgang Porsche (1944 – ) ∞ Susanne Bresser (1952 – )